# M. d. F. b.
Die Abkürzung m. d. F. b. (typografisch korrekt mit Leerzeichen) steht für mit der Führung beauftragt. Sie wird im Schriftverkehr für Personen verwendet, die eine Führungsposition nur vorübergehend wahrnehmen.

## Geschichte
Die Abkürzung kommt ursprünglich aus dem militärischen Sprach- bzw. Schriftgebrauch und lässt sich ab spätestens 1914 nachweisen. Sie wurde in der kaiserlichen Armee, der Reichswehr, der Wehrmacht und der Nationalen Volksarmee benutzt. Während des Nationalsozialismus fand sie auch bei anderen militärischen und paramilitärischen Organisationen sowie der NSDAP Verwendung.
In der kaiserlichen Armee, der Reichswehr und der Wehrmacht wurden Offiziere, die eine Dienststellung erhielten, die ihrem Dienstgrad nicht entsprach, mit der Führung beauftragt. Mit Erreichen des entsprechenden Dienstgrades entfiel der Zusatz. Die Beauftragung wurde für militärische Führungspositionen ab der Ebene Bataillon vorgenommen. In der Nationalen Volksarmee wurden Offiziere mit der Führung beauftragt, wenn der für die Besetzung des Dienstpostens eigentlich vorgesehene Offizier nicht verfügbar war, und nach Ende der Vakanz wieder von der Führung entbunden. Eine Beförderung während der Wahrnehmung der Führungsaufgabe erfolgte nicht. Im Regelfall wurde eine Beauftragung für Dienstposten von Kommandeuren und Chefs der Stäbe ab Division aufwärts vorgenommen.
Der entsprechende Offizier zeichnete im militärischen Schriftverkehr mit dem Zusatz m.d.F.b. Davon zu unterscheiden ist die Zeichnung mit dem Zusatz i. V. (in Vertretung).